# Ryū Takao
Ryū Takao (髙尾 瑠?, Takao Ryū; Aichi, 9 novembre 1996) è un calciatore giapponese, difensore del Consadole Sapporo.

## Caratteristiche tecniche
Difensore, può giocare al centro della difesa o come terzino destro.

## Carriera

### Giovanili
Ha giocato dapprima nelle giovanili dell'AFC Agui, per poi trasferirsi in quelle del Nagoya Grampus. Nel 2015 si è trasferito nella squadra giovanile dello Kwansei Gakuin Daigaku, in cui ha militato fino al febbraio 2019.

### Gamba Osaka
Nel giugno 2018 il Gamba Osaka ne ufficializza l'ingaggio per la stagione 2019. Inizialmente impiegato nella seconda squadra, riesce presto a debuttare nella prima squadra, con cui ha esordito in campionato il 18 maggio 2019, in Gamba Osaka-Cerezo Osaka (1-0).

## Statistiche

### Presenze e reti nei club
Statistiche aggiornate al 3 dicembre 2023.
| Stagione           | Club                   | Campionato         | Campionato | Campionato | Coppe nazionali | Coppe nazionali | Coppe nazionali | Coppe continentali | Coppe continentali | Coppe continentali | Altre coppe | Altre coppe | Altre coppe | Totale | Totale |
| Stagione           | Club                   | Comp               | Pres       | Reti       | Comp            | Pres            | Reti            | Comp               | Pres               | Reti               | Comp        | Pres        | Reti        | Pres   | Reti   |
| ------------------ | ---------------------- | ------------------ | ---------- | ---------- | --------------- | --------------- | --------------- | ------------------ | ------------------ | ------------------ | ----------- | ----------- | ----------- | ------ | ------ |
| 2018               | Kwansei Gakuin Daigaku | -                  | -          | -          | CG              | 2               | 0               | -                  | -                  | -                  | -           | -           | -           | 2      | 0      |
| 2019               | Gamba Osaka            | J1                 | 18         | 0          | CG+CdL          | 1+5             | 0               | -                  | -                  | -                  | -           | -           | -           | 24     | 0      |
| 2019               | Gamba Osaka U-23       | J3                 | 8          | 0          | -               | -               | -               | -                  | -                  | -                  | -           | -           | -           | 8      | 0      |
| 2020               | Gamba Osaka            | J1                 | 32         | 1          | CG+CdL          | 2+1             | 0               | -                  | -                  | -                  | -           | -           | -           | 35     | 1      |
| 2021               | Gamba Osaka            | J1                 | 19         | 0          | CG+CdL          | 3+1             | 0               | ACL                | 1                  | 0                  | SG          | 1           | 0           | 25     | 0      |
| 2022               | Gamba Osaka            | J1                 | 26         | 0          | CG+CdL          | 2+1             | 0               | -                  | -                  | -                  | -           | -           | -           | 29     | 0      |
| 2023               | Gamba Osaka            | J1                 | 16         | 0          | CG+CdL          | 1+5             | 0               | -                  | -                  | -                  | -           | -           | -           | 22     | 0      |
| Totale Gamba Osaka | Totale Gamba Osaka     | Totale Gamba Osaka | 111        | 1          |                 | 22              | 0               |                    | 1                  | 0                  |             | 1           | 0           | 135    | 1      |
| 2024               | Consadole Sapporo      | J1                 | 0          | 0          | CG+CdL          | 0               | 0               | -                  | -                  | -                  | -           | -           | -           | 0      | 0      |
| Totale carriera    | Totale carriera        | Totale carriera    | 119        | 1          |                 | 24              | 0               |                    | 1                  | 0                  |             | 1           | 0           | 145    | 1      |